# Красное (Владимир)
Красное — часть города Владимира, находится во Фрунзенском административном районе. Сохраняет название старинного села, включённого в состав города в 1950 году.

## История

### Красное село
Красное село возникло на левом берегу реки Рпень, на почтовом тракте из Владимира в Суздаль. Оно стояло на высоком взгорье, именуемом Красной (то есть красивой) горой.
Первое упоминание села датировано 1515 годом: в жалованной грамоте Дмитриевскому собору Великий князь московский Василий III требовал, чтобы в пользу соборного причта с этого села ежегодно выдавалось «по две четверти ржи, да по четверти пшеницы, да по ситу гороху, да по две деньги на соль и дрова».
В селе была деревянная церковь Михаила Архангела. В 1788 году на её месте на средства прихожан был возведён новый каменный храм с шатровой колокольней.
По данным 1859 года Красное село насчитывало 223 двора, в которых проживали 806 мужчин и 984 женщины. Улицы носили названия, обусловленные холмистым характером местности: Гора, Подгора, Заулки, Завраг. По склонам оврагов и во всех дворах росли вишнёвые сады.
В 1869 году в селе случился сильный пожар, после которого часть жителей переселилась в низину, на правый берег Рпени, образовав две деревни — Михайловку и Архангеловку (включены в состав Владимира в 1933 году и названы улицей 16 Лет Октября).
К началу XX века в селе насчитывалось более 1 600 жителей. После революции здесь был организован колхоз «Красная звезда». Но многие жители уходили работать в город — рядом с селом появилась ткацкая фабрика «Пионер» (ныне на её месте завод «Точмаш») и химзавод.

### В составе Владимира
20 мая 1950 года сёла Красное и Доброе были включены в состав Владимира. Уже в следующем месяце исполкомом горсовета был утверждён проект планировки и застройки новых городских территорий. Здесь должны были разместиться зелёная защитная полоса, осваиваемая химзаводом, кварталы индивидуальной и многоэтажной застройки.
В 1950-е годы на месте бывших колхозных полей появился частный сектор (район между улицами Погодина и Жуковского), в 1970—1980-е территории, занимаемые ранее непосредственно селом, стали застраиваться домами повышенной этажности (появились улицы Соколова-Соколёнка, Юбилейная, Суворова, Комиссарова, Безыменского), в 1990-2000-х годах был застроен участок между улицами Безыменского и Соколова-Соколёнка.
Часть территории села превратилась в промзону: здесь были построены новые цеха химзавода по выпуску ПЭТФ-плёнки. Красное оказалось в зоне преобладающего направления ветров со стороны ТЭЦ. Река Рпень, отгородившаяся от жилых массивов производственными корпусами, хозяйственными постройками и гаражами, стала одной из самых грязных рек в области. Резкое ухудшение экологической обстановки побудило руководителей города в 1970-е годы принять меры по переселению семей с детьми из частных домов и издать распоряжение о запрете нового жилищного строительства на землях, примыкающих к промзоне.
В настоящее время от старого села фактически сохранилась одна улица — Красносельская (бывшая Подгора, затем Первомайская) с Михайло-Архангельской церковью и небольшим сельским кладбищем при ней, а также несколько совсем небольших, исчезающих улочек (Александра Невского, 40 Лет Октября, Фестивальная, частный сектор в районе пересечения улиц Комиссарова и Соколова-Соколёнка). Красную гору, на которую многие поколения сельчан выходили вечерами полюбоваться древним городом Владимиром, современные владимирцы называют Огуречной. Под ней расположился тепличный комбинат.